# Кућа у Поп Лукиној број 13, Ваљево
Кућа у Поп Лукиној број 13, Ваљево је у једном од ободних урбанистичких блокова насталим почетком 20. века. Сама кућа је подигнута 1912. године.

## Изглед куће
Ова кућа је прилагођена садашњим условима становања, као и остале у улици. До улице су углавном собе, а према дворишту су кухиње и остале помоћне просторије и економске зграде обично лоциране на дуж на једној бочној граници катастарске парцеле. Уличне фасаде су украшене декоративном пластиком у маниру који је карактеристичан за период првих деценија 20. века са доста венаца и керамоплалтике, што упућује на закључак да је продор утицаја европске архитектуре био присутан и у овим крајевима. Једна од лепших кућа у овој улици је она под бројем 13. њен први власник био је Димитрије Богдановић председник ваљевског Првостепеног суда. Пројектовао ју је Чедомир Гагић, грађевински инжењер и срећом њен пројектат је сачуван. На кући до данас нису вршене никакве измене. Као и остале у низу и она је приземна са каменим соклом на регулационој линији улице. Пролаз за двориште је са јужне стране, а улаз у стамбени део је из дворишта. Обрада главне, уличне фасаде је слична као и на осталим кућама у низу: по два прозорска отвора су груписана плитком пластиком. Изнад отвора надпрозорници, а испод солбанци. Отворе уоквирују по пар кратких пиластра који се завршавају стилизованом пластиком биљног порекла. У висини прозорских отвора фасаду пресеца декоративна трака са украсом геометријског порекла. У врху су два хоризонтална кровна венца са четири мала таванска отвора без украса. Кров је сложен, део према улици је двоводан, а према дворишту једноводан.